# یاتسک کناپ
یاتسک کناپ (لهستانی: Jacek Knap؛ زادهٔ ۱۸ دسامبر ۱۹۸۷) بازیگر اهل لهستان است.
از فیلم‌ها یا مجموعه‌های تلویزیونی که وی در آن‌ها نقش داشته است، می‌توان به کمیسر ماما، عشق پیچیده، کمیسر آلکس، در خیابان سپولنی، کلبه جنگلی، صد سال خاندان وینیخ، پدر متیو، رنگ‌های خوشبختی، تشخیص، در خوشی و سختی و دختران جنگ اشاره نمود.